# Taqlid
Taqlid in arabo moderno si può tradurre con 'accettazione pubblica', oppure 'tradizione' e comunque si riferisce alla maniera tramandatasi nei secoli nel fare qualsiasi cosa, sia sacra che profana. Può dunque riferirsi alle numerose tradizioni dell'artigianato, come anche ad abitudini di vita quotidiana o a questioni religiose. In molte società islamiche moderne, il termine ha ormai assunto un significato peggiorativo, con implicazioni di arretratezza.
In ambito religioso, al taqlid si oppone la ijtihad, cioè la ricerca di soluzioni originali a questioni religiose, che caratterizza gli sciiti.
In ambito legislativo si riferisce al fatto di risalire ai precedenti per emettere una sentenza, cosa che accomuna il taqlid alla Common Law anglosassone.